# Pasión y poder (telenovela 2015)
Pasión y poder è una telenovela messicana prodotta da José Alberto Castro per Televisa nel 2015. È un adattamento della telenovela omonima di Marissa Garrido.
Protagonisti Susana González e Jorge Salinas, con gli antagonisti Fernando Colunga e Marlene Favela.

## Cast
- Jorge Salinas - Arturo Montenegro Rivas[1]
- Fernando Colunga - Eladio Gómez-Luna Altamirano[2]
- Susana González - Julia Vallado Di Gómez-Luna
- Marlene Favela - Ernestina "Nina" Pérez Di Montenegro[3]
- Michelle Renaud - Regina Montenegro Pérez[4]
- Altaír Jarabo - Consolo Martínez di Montenegro[5]
- José Pablo Minor - David Gómez-Luna Vallado
- Alejandro Nones[6] - Erick Montenegro Pérez[6]
- Danilo Carrera -   Franca Fabbro Fonti / Franche Gómez-Luna Fabbro[7][8]
- Fabiola Guajardo - Gabriela Díaz Vallado[8]
- Marco Méndez - Agustín Ornelas
- Jauma Mateu - Miguel Montenegro Forero
- Enrique Montaño - Justino
- Isabella Camil - Caridad Fabbro Fonti
- Gerardo Albarrán - "Il Callao"
- Boris Duflos - Francisco
- Irina Baeva - Daniela Montenegro Pérez
- Raquel Garza - Petra / "Samantha"
- Luis Bayardo - Humberto Vallado
- Raquel Olmedo - Gisela Fonti Vda. Di Fabbro
- Gemma Garoa - Chiara Álvarez
- Alejandro Aragona - Aldo Echeverría
- Daniela Fridman - Marintia Hernández
- Vittoria Camacho - Montserrat Moret
- Érika García - Maribel
- Fabián Pizzorno - Peter Ashmore
- Mario Morán - Jorge Pérez
- Maribé Lancioni - Fanny
- Ignacio Guadalupe - Obdulio Chaires
- Óscar Medellín - Joshua Solari
- Pilastro Escalante - Angeli
- Germán Gutiérrez - Marchi
- Carmen Fiori - Simona
- Jorge Alberto Bolaños - Mariano Santi